# 广州华侨博物馆
广州华侨博物馆，坐落在广州市越秀区沿江西路，是中国大陆唯一一家利用百年老建筑建设的华侨博物馆，原址为五仙门发电厂，该馆于2022年6月1日开放。